# إيلاديو سلفيستري
إيلاديو سلفيستري (بالإسبانية: Eladio Silvestre) (مواليد 18 نوفمبر 1940) هو لاعب كرة قدم. يلعب مع منتخب إسبانيا لكرة القدم. سبق له أن لعب في كأس العالم لكرة القدم مع منتخب بلاده.

## روابط خارجية
- إيلاديو سلفيستري على موقع الاتحاد الدولي (مؤرشف)  (الإنجليزية)
- إيلاديو سلفيستري على موقع قاعدة بيانات كرة القدم.إي يو (الإنجليزية)
- إيلاديو سلفيستري على موقع ناشيونال فوتبول تيمز (الإنجليزية)